# Lepturges comminus
Lepturges comminus es una especie de escarabajo longicornio del género Lepturges, categorizada en la tribu Acanthocinini, de la subfamilia Lamiinae. Fue descrita por Monné en 1977.

## Descripción
Mide 4,6 mm de longitud.

## Distribución
Se distribuye por Perú.